# Evolução do Colégio dos Cardeais sob o pontificado de Clemente VIII
Abaixo está a evolução do colégio de cardeais durante o pontificado de Clemente VIII e a subsequente vaga vaga .

## Composição para consistório
| Consistóro                    | 1592 | 1605 |
| ----------------------------- | ---- | ---- |
| Dezembro 1553                 | 1    |      |
| Consistórios de Júlio III     | 1    |      |
| Fevereiro 1561                | 4    |      |
| Março 1565                    | 3    | 1    |
| Consistórios de Pio IV        | 7    | 1    |
| Março 1566                    | 1    |      |
| Maio 1570                     | 3    |      |
| Consistórios de Pio V         | 4    |      |
| Novembro 1576                 | 1    |      |
| Março 1577                    | 1    |      |
| Fevereiro 1578                | 1    |      |
| Dezembro 1578                 | 1    |      |
| Dezembro 1583                 | 13   | 4    |
| Julho 1584                    | 1    |      |
| Consistórios de Gregório XIII | 18   | 4    |
| Maio 1585                     | 1    | 1    |
| Dezembro 1585                 | 4    | 1    |
| Novembro 1586                 | 8    | 4    |
| Agosto 1587                   | 1    |      |
| Dezembro 1587                 | 6    | 4    |
| Julho 1588                    | 1    |      |
| Dezembro 1588                 | 2    | 1    |
| Dezembro 1589                 | 4    | 3    |
| Consistórios de Sisto V       | 27   | 14   |
| Dezembro 1590                 | 1    | 1    |
| Março 1591                    | 4    | 4    |
| Consistórios de Gregório XIV  | 5    | 5    |
| Dezembro 1591                 | 2    | 1    |
| Consistórios de Inocêncio IX  | 2    | 1    |
| Setembro 1593                 |      | 2    |
| Junho 1596                    |      | 13   |
| Março 1599                    |      | 10   |
| Setembro 1603                 |      | 1    |
| Junho 1604                    |      | 15   |
| Consistórios de Clemente VIII |      | 44   |
| Total                         | 64   | 69   |

## Evolução durante o pontificado
| Data                    | Evento                                                                      | Total |
| ----------------------- | --------------------------------------------------------------------------- | ----- |
| 10 de janeiro de 1592   | Abertura do Conclave de 1592                                                | 64    |
| 30 de janeiro de 1592   | Eleição papal do Cardeal Ippolito Aldobrandini com o nome de Clemente VIII  | 63    |
| 7 de fevereiro de 1592  | Morte do Cardeal Girolamo della Rovere (62 anos)                            | 62    |
| 27 de novembro de 1592  | Morte do Cardeal Giulio Canani (68 anos)                                    | 61    |
| 13 de dezembro de 1592  | Morte do Cardeal Philippe de Lenoncourt (65 anos)                           | 60    |
| 17 de dezembro de 1592  | Morte do Cardeal Vincenzo Lauro (65 anos)                                   | 59    |
| 11 de janeiro de 1593   | Morte do Cardeal Scipione Gonzaga (50 anos)                                 | 58    |
| 20 de agosto de 1593    | Morte do Cardeal Filippo Spinola (57 anos)                                  | 57    |
| 17 de setembro de 1593  | criação de 4 Cardeais                                                       | 61    |
| 17 de setembro de 1593  | Lucio Sassi                                                                 | 61    |
| 17 de setembro de 1593  | Francisco de Toledo Herrera, S.J.                                           | 61    |
| 17 de setembro de 1593  | Pietro Aldobrandini                                                         | 61    |
| 17 de setembro de 1593  | Cinzio Passeri Aldobrandini                                                 | 61    |
| 28 de Março de 1594     | Morte do Cardeal Nicolas de Pellevé (75 anos)                               | 60    |
| 30 de julho de 1594     | Morte do Cardeal Charles II de Bourbon-Vendôme (32 anos)                    | 59    |
| 16 de outubro de 1594   | Morte do Cardeal William Allen (62 anos)                                    | 58    |
| 20 de novembro de 1594  | Morte do Cardeal Gaspar de Quiroga y Vela (82 anos)                         | 57    |
| 15 de fevereiro de 1595 | Morte do Cardeal Mark Sittich von Hohenems (61 anos)                        | 56    |
| 4 de maio de 1595       | Morte do Cardeal Hugues Loubenx de Verdalle (64 anos)                       | 55    |
| 18 de agosto de 1595    | Morte do Cardeal Giovanni Battista Castrucci (54 anos)                      | 54    |
| 20 de dezembro de 1595  | Morte do Cardeal Costanzo da Sarnano, O.F.M.Conv. (64 anos)                 | 53    |
| 10 de janeiro de 1596   | Morte do Cardeal Giovanni Francesco Morosini (58 anos)                      | 52    |
| 29 de maio de 1596      | Morte do Cardeal Filippo Sega (58 anos)                                     | 51    |
| 5 de junho de 1596      | criação de 16 Cardeais                                                      | 67    |
| 5 de junho de 1596      | Silvio Savelli                                                              | 67    |
| 5 de junho de 1596      | Lorenzo Priuli                                                              | 67    |
| 5 de junho de 1596      | Francesco Maria Tarugi, C.O.                                                | 67    |
| 5 de junho de 1596      | Ottavio Bandini                                                             | 67    |
| 5 de junho de 1596      | Francesco Cornaro, Jr.                                                      | 67    |
| 5 de junho de 1596      | Anne d'Escars de Givry, O.S.B.                                              | 67    |
| 5 de junho de 1596      | Giovanni Francesco Biandrate di San Giorgio Aldobrandini                    | 67    |
| 5 de junho de 1596      | Camillo Borghese (Futuro Papa Paulo V)                                      | 67    |
| 5 de junho de 1596      | César Barônio,                                                              | 67    |
| 5 de junho de 1596      | Lorenzo Bianchetti                                                          | 67    |
| 5 de junho de 1596      | Francisco de Ávila                                                          | 67    |
| 5 de junho de 1596      | Fernando Niño de Guevara                                                    | 67    |
| 5 de junho de 1596      | Bartolomeo Cesi                                                             | 67    |
| 5 de junho de 1596      | Francesco Mantica                                                           | 67    |
| 5 de junho de 1596      | Pompeo Arrigoni                                                             | 67    |
| 5 de junho de 1596      | Andrea Baroni Peretti Montalto                                              | 67    |
| 4 de setembro de 1596   | Morte do Cardeal Francisco de Toledo Herrera, S.J. (63 anos)                | 66    |
| 18 de dezembro de 1596  | criação de 1 Cardeais                                                       | 67    |
| 18 de dezembro de 1596  | Philipp da Baviera                                                          | 67    |
| 13 de março de 1597     | Morte do Cardeal Marco Antônio Colonna (74 anos)                            | 66    |
| 23 de julho de 1597     | Morte do Cardeal Gabriele Paleotti (74 anos)                                | 65    |
| 28 de Março de 1598     | Morte do Cardeal Michele Bonelli, O.P. (56 anos)                            | 64    |
| 23 de abril de 1598     | Morte do Cardeal Francesco Cornaro (50 anos)                                | 63    |
| 28 de maio de 1598      | Morte do Cardeal Philipp da Baviera (21 anos)                               | 62    |
| 2 de junho de 1598      | Morte do Cardeal Scipione Lancelotti (70 anos)                              | 61    |
| 31 de julho de 1598     | Renuncia do Cardeal Alberto VII da Áustria                                  | 60    |
| 20 de outubro de 1598   | Morte do Cardeal Agostino Cusani (56 anos)                                  | 59    |
| 15 de janeiro de 1599   | Morte do Cardeal Guido Pepoli (39 anos)                                     | 58    |
| 22 de janeiro de 1599   | Morte do Cardeal Silvio Savelli (48 anos)                                   | 57    |
| 3 de março de 1599      | criação de 13 Cardeais                                                      | 70    |
| 3 de março de 1599      | Bonifazio Bevilacqua Aldobrandini                                           | 70    |
| 3 de março de 1599      | Bernardo Sandoval Rojas                                                     | 70    |
| 3 de março de 1599      | Alfonso Visconti                                                            | 70    |
| 3 de março de 1599      | Domenico Toschi                                                             | 70    |
| 3 de março de 1599      | Arnaud d'Ossat                                                              | 70    |
| 3 de março de 1599      | Paolo Emilio Zacchia                                                        | 70    |
| 3 de março de 1599      | Franz Seraph von Dietrichstein                                              | 70    |
| 3 de março de 1599      | Silvio Antoniano                                                            | 70    |
| 3 de março de 1599      | Roberto Bellarmino, S.J.                                                    | 70    |
| 3 de março de 1599      | Bonviso Bonvisi                                                             | 70    |
| 3 de março de 1599      | François d'Escoubleau de Sourdis                                            | 70    |
| 3 de março de 1599      | Alessandro d'Este                                                           | 70    |
| 3 de março de 1599      | Giovanni Battista Deti                                                      | 70    |
| 28 de outubro de 1599   | Morte do Cardeal Andrew Báthory (33 anos)                                   | 69    |
| 13 de dezembro de 1599  | Morte do Cardeal Enrico Caetani (49 anos)                                   | 68    |
| 21 de janeiro de 1600   | Morte do Cardeal Jerzy Radziwiłł (43 anos)                                  | 67    |
| 26 de janeiro de 1600   | Morte do Cardeal Lorenzo Priuli (63 anos)                                   | 66    |
| 20 de fevereiro de 1600 | Morte do Cardeal Innico d'Avalos d'Aragona (64 anos)                        | 65    |
| 20 de abril de 1600     | Morte do Cardeal Ludovico Madruzzo (68 anos)                                | 64    |
| 27 de agosto de 1600    | Morte do Cardeal Pedro De Deza (80 anos)                                    | 63    |
| 20 de setembro de 1600  | Morte do Cardeal Rodrigo de Castro Osorio (77 anos)                         | 62    |
| 12 de novembro de 1600  | Morte do Cardeal André da Áustria (42 anos)                                 | 61    |
| 16 de abril de 1602     | Morte do Cardeal Anton Maria Salviati (65 anos)                             | 690   |
| 9 de maio de 1602       | Morte do Cardeal Giulio Antonio Santori (69 anos)                           | 59    |
| 14 de fevereiro de 1603 | Morte do Cardeal Alfonso Gesualdo (62 anos)                                 | 58    |
| 14 de junho de 1603     | Morte do Cardeal Girolamo Rusticucci (66 anos)                              | 57    |
| 16 de agosto de 1603    | Morte do Cardeal Silvio Antoniano (62 anos)                                 | 56    |
| 1 de setembro de 1603   | Morte do Cardeal Bonviso Bonvisi (52 anos)                                  | 55    |
| 17 de setembro de 1603  | criação de 1 Cardeais                                                       | 56    |
| 17 de setembro de 1603  | Silvestro Aldobrandini                                                      | 56    |
| 8 de dezembro de 1603   | Morte do Cardeal Girolamo Mattei (56 anos)                                  | 55    |
| 29 de fevereiro de 1604 | Morte do Cardeal Lucio Sassi (82 anos)                                      | 54    |
| 13 de março de 1604     | Morte do Cardeal Arnaud d'Ossat (66 anos)                                   | 53    |
| 20 de maio de 1604      | Morte do Cardeal Simeone Tagliavia d'Aragonia (54 anos)                     | 52    |
| 9 de junho de 1604      | criação de 18 Cardeais                                                      | 70    |
| 9 de junho de 1604      | Séraphin Olivier-Razali                                                     | 70    |
| 9 de junho de 1604      | Domenico Ginnasi                                                            | 70    |
| 9 de junho de 1604      | Antonio Zapata y Cisneros                                                   | 70    |
| 9 de junho de 1604      | Filippo Spinelli                                                            | 70    |
| 9 de junho de 1604      | Carlo Conti                                                                 | 70    |
| 9 de junho de 1604      | Bernard Maciejowski                                                         | 70    |
| 9 de junho de 1604      | Carlo Gaudenzio Madruzzo                                                    | 70    |
| 9 de junho de 1604      | Jacques Davy Du Perron                                                      | 70    |
| 9 de junho de 1604      | Innocenzo del Bufalo-Cancellieri                                            | 70    |
| 9 de junho de 1604      | Giovanni Delfino                                                            | 70    |
| 9 de junho de 1604      | Giacomo Sannesio                                                            | 70    |
| 9 de junho de 1604      | Erminio Valenti                                                             | 70    |
| 9 de junho de 1604      | Girolamo Agucchi                                                            | 70    |
| 9 de junho de 1604      | Girolamo Pamphilj                                                           | 70    |
| 9 de junho de 1604      | Ferdinando Taverna                                                          | 70    |
| 9 de junho de 1604      | Anselmo Marzato, O.F.M.Cap.                                                 | 70    |
| 9 de junho de 1604      | Giovanni Doria                                                              | 70    |
| 9 de junho de 1604      | Carlos Emanuel Pio de Saboia                                                | 70    |
| 24 de fevereiro de 1605 | Morte do Cardeal Girolamo Simoncelli (83 anos)                              | 69    |
| 3 de março de 1605      | Morte do Papa Clemente VIII (69 anos)                                       | 69    |
| 14 de março de 1605     | Abertura do Conclave de março de 1605                                       | 69    |
| 1 de abril de 1605      | Eleição papal do Cardeal Alexandre Otaviano de Médici com o nome de Leão XI | 68    |